# Kompakt objekt

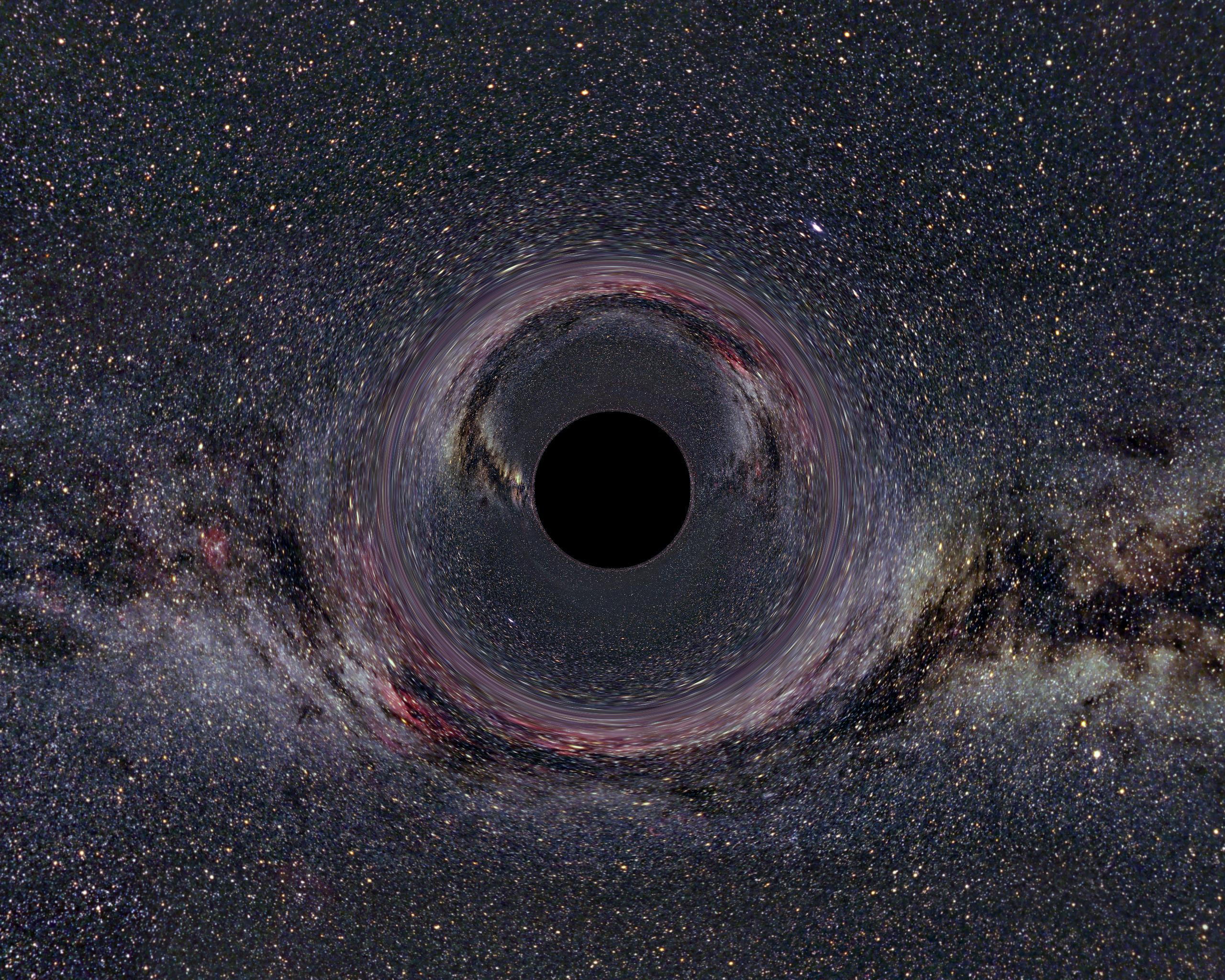
Simulering av ett svart hål på 10 solmassor betraktat från ett avstånd av 600 km

Kompakt objekt avser inom astronomin detsamma som kompakt stjärna och syftar på kollektivet vita dvärgar, neutronstjärnor, vissa andra exotiska stjärnor och svarta hål. Dessa objekt är alla anmärkningsvärt små för sin massa. Uttrycket kompakt objekt/stjärna används ofta när objektets sanna natur inte är känd, men belägg pekar mot att det har mycket stor massa och liten radie.
Ett kompakt objekt som inte är ett svart hål brukar även kallas degenererat eller degenererad stjärna.
Kompakta objekt är resultatet av gravitationskollaps och utgör stjärnutvecklingens slutstadium. Även dessa stjärnor strålar, men allt mindre i takt med att de svalnar och förlorar energi. Eftersom de inte kräver hög temperatur för att upprätthålla sitt inre tryck, kan man säga att de varar i evighet.
Hit hör också objekt och fenomen som exempelvis
- Kvarkstjärna
- Preonstjärna
- Supermassivt svart hål
- Aktiv galaxkärna
- Röntgenbinär